# جورج ألمان
جورج ألمان (بالإنجليزية: George Allman) هو لاعب كرة قدم بريطاني، ولد في 23 يوليو 1930 في ستوكبورت في المملكة المتحدة، وتوفي في سبتمبر 2016 في شفيلد في المملكة المتحدة. لعب مع أشتون يونايتد وستوكبورت كونتي ونادي تشستر سيتي.